# Sander De Pestel
Sander De Pestel (Sint-Niklaas, 11 oktober 1998) is een Belgisch wielrenner die anno 2024 rijdt voor Decathlon-AG2R La Mondiale.

## Carrière
Als eerste jaars junior won De Pestel in 2015 een etappe en het jongerenklassement in de Sint-Martinusprijs een jaar later won hij het Belgisch kampioenschap wielrennen voor junioren. Van 2017 tot en met 2019 reed hij voor de opleidingsploeg Lotto-Soudal U23. In 2019 won De Pestel een etappe in de Ronde van Namen en het eindklassement in Olympia's Tour. De Pestel werd in 2020 prof bij Sport Vlaanderen-Baloise. Na vier seizoenen maakte hij in 2024 de overstap naar Decathlon-AG2R La Mondiale.

## Palmares
2015
2e etappe Sint-Martinusprijs, junioren
Jongerenklassement Sint-Martinusprijs, junioren
2016
Omloop het Nieuwsblad, junioren
 Belgisch kampioenschap, junioren
 Belgisch kampioenschap ploegentijdrit, junioren
2017
1e etappe Ronde van Zuid-Bohemen, ploegentijdrit
2e etappe Ronde van de Provincie Oost-Vlaanderen
Eindklassement Ronde van de Provincie Oost-Vlaanderen
2018
1e etappe Ronde van Zuid-Bohemen, ploegentijdrit
2019
4e etappe Ronde van Namen
Memorial Danny Jonckheere
Wingene Koers
 Belgisch kampioenschap ploegentijdrit
Eindklassement Olympia's Tour

### Resultaten in voornaamste wedstrijden
| Jaar | Ronde van Italië | Ronde van Frankrijk | Ronde van Spanje |
| ---- | ---------------- | ------------------- | ---------------- |
| 2022 |                  |                     |                  |
| 2023 |                  |                     |                  |
| 2024 |                  |                     | opgave           |
| 2025 |                  |                     |                  |

| Jaar | Milaan-San Remo | Gent-Wevelgem | Ronde van Vlaanderen | Parijs-Roubaix | Amstel Gold Race | Clásica San Sebastián |
| ---- | --------------- | ------------- | -------------------- | -------------- | ---------------- | --------------------- |
| 2022 |                 |               | 90e                  | 88e            |                  |                       |
| 2023 |                 | opgave        | opgave               | 89e            | opgave           |                       |
| 2024 | 130e            | opgave        | 79e                  | 40e            |                  |                       |
| 2025 | 95e             | 35e           | opgave               | opgave         | opgave           | 56e                   |

## Ploegen
- 2020 –  Sport Vlaanderen-Baloise
- 2022 –  Sport Vlaanderen-Baloise
- 2023 –  Team Flanders-Baloise
- 2024 –  Decathlon AG2R La Mondiale
- 2025 –  Decathlon AG2R La Mondiale Team

Apers · Berckmoes · Bonneu · Braet · Colman · 
De Pestel · De Vylder · De Wilde · Dens · 
Fretin · Ghys · Herregodts · Hesters · Marit · Mertens · Reynders · Van Poucke · Van Rooy · Vanhoof · Verwilst · Weemaes
Apers · Berckmoes · Bonneu · Braet · Claeys · Clynhens · Colman · De Pestel · De Vylder · De Wilde · Dens · Fretin · Gerits · Hesters · Maris · Van Hemelen · Van Poucke · Vandenbranden · Vanhoof · Verwilst
Armirail · Baudin · Bennett · Berthet · Boasson Hagen · Bonnamour (tot 25/3) · Bouchard · Cosnefroy · De Bondt · De Pestel · Dewulf · Gall · Gautherat · Godon · Hänninen · Labrosse · Lafay ·  Lapeira · Naesen · O'Connor · A. Paret-Peintre · V. Paret-Peintre · Peters · Pollefliet · Prodhomme · Retailleau · Touzé · Tronchon · Vendrame · Warbasse